# Spea
Spea is een geslacht van kikkers uit de familie Scaphiopodidae. De groep werd voor het eerst wetenschappelijk beschreven door Edward Drinker Cope in 1866. Later werd de wetenschappelijke naam Neoscaphiopus gebruikt.
Er zijn vier soorten die voorkomen in westelijk Noord-Amerika. De soorten worden wel woelpadden genoemd vanwege hun gravende levenswijze.

## Taxonomie
Geslacht Spea
- Soort Spea bombifrons
- Soort Spea hammondii – Westelijke woelpad
- Soort Spea intermontana
- Soort Spea multiplicata

Scaphiopus · Spea